# Minerva Bernardino
Minerva Bernardino (1907 - 29 tháng 8 năm 1998) là một nhà ngoại giao từ Cộng hòa Dominica, người đã thúc đẩy quyền phụ nữ trên toàn thế giới, và được biết đến là một trong bốn phụ nữ ký điều lệ ban đầu của Liên hợp quốc.

## Tiểu sử
Bernardino được sinh ra ở El Seibo vào năm 1907 trong một gia đình "tự do khác thường". bà đã mồ côi ở tuổi 15 và chuyển đến Santo Domingo, nơi bà học xong trung học phổ thông như là một phần của một thế hệ mới của Normalistas  -Latin phụ nữ Mỹ theo đuổi giáo dục ngoài tiểu học và bắt đầu một sự nghiệp trong dân sự của Cộng hòa Dominica dịch vụ. Sự chú ý của Bernardino đã bị thu hút bởi các vấn đề bất bình đẳng và quyền của phụ nữ khi bà được thăng chức trong ngành dân sự nhưng không tăng lương vì chính phủ từ chối trả cho bất kỳ người phụ nữ nào nhiều hơn số tiền mà đồng nghiệp nam trả. Trong cuốn tự truyện của mình, bà nói "fue éste el Impacto que me lanzó a la lucha por los derechos de la tees."  Bối cảnh trong nền công vụ khởi xướng cuộc đấu tranh vì quyền của phụ nữ của Bernardino phân biệt bà với nhiều nhà nữ quyền thời bấy giờ: bà không phải là thành viên của tầng lớp thượng lưu hay chuyên nghiệp, mà là một phụ nữ làm việc bán thời gian, và sẽ tiếp tục làm những công việc tương tự ngay cả khi bà tham gia nhiều hơn vào hoạt động và ngoại giao.

Bernardino được ngưỡng mộ vì sự dũng cảm và trung thực, thường đi tiên phong về quyền của phụ nữ không chỉ trong các tài liệu chính thức, mà còn trong các tương tác hàng ngày của cô. Kathleen Tesch nêu bật những đặc điểm này trong một giai thoại có trong bài báo "Ngoại giao: Quá quan trọng để lại cho đàn ông" của Akmaral Astallanbekova? 
 Một lần, người chủ trì phiên họp Đại hội đồng gọi các đại biểu nữ là 'Kính thưa quý vị', thay vì 'Các đại biểu đặc biệt'. Trước khi anh ta có thể nói xong những gì anh ta nói, bà Bernardino đã yêu cầu sàn về chuyển động thủ tục. 'Bạn có thể gọi chúng tôi là phụ nữ khi bạn mời chúng tôi một tách cà phê hoặc trà, hoặc mời chúng tôi ra ngoài ăn trưa; Ở đây, trong căn phòng này, chúng tôi không phải là phụ nữ, chúng tôi là đại biểu và nên được giải quyết tương ứng. '  
 Vào cuối đời, Bernardino đã phản ánh về cuộc đấu tranh vì quyền của phụ nữ với sự hài lòng, nhưng thừa nhận đã muốn thay đổi nhanh hơn: "Fue una época, que parece que no se va repetir. Pero me siento contenta, porque se avanzó bastante; sembré buena semilla, y ha ido dando sus frutos, aunque no con la celeridad que me hubiera gustado." 

## Ý tưởng và đóng góp quan trọng
Bernardino làm việc chủ yếu để thúc đẩy các quyền chính trị, và đặc biệt là cải thiện quyền bầu cử của phụ nữ ở các quốc gia Mỹ Latinh. Thành tựu của bà bao gồm Công ước 1954 về quyền chính trị của phụ nữ, khẳng định quyền bầu cử của phụ nữ, tranh cử và giữ chức vụ. Bernardino cũng ủng hộ luật pháp quốc tế sẽ đảm bảo sự bình đẳng của phụ nữ trong hôn nhân và ly hôn, như Công ước Montevideo về Quốc tịch của Phụ nữ đã kết hôn năm 1933.
Trong tất cả những đóng góp của mình, Bernardino nổi tiếng với việc tranh luận ủng hộ ngôn ngữ bao gồm giới trong giai đoạn đầu phát triển của Liên Hợp Quốc. Tại Hội nghị về Tổ chức Quốc tế của Liên Hợp Quốc năm 1945, mặc dù về mặt kỹ thuật, bà là đại biểu của Cộng hòa Dominica Dominican do nhà độc tài Rafael Trujillo gửi đến như một "cơ hội rủi ro thấp để xuất hiện tiến bộ" . đại diện cho lợi ích của Ủy ban Phụ nữ Liên Mỹ (IACW). Bernardino và đồng nghiệp của bà Berta Lutz đã được công nhận là "công cụ" trong sự bao gồm các cụm từ "quyền bình đẳng giữa nam và nữ", "niềm tin vào những quyền cơ bản của con người" và "phẩm giá và giá trị của con người" trong Mở đầu cho điều lệ của Liên Hợp Quốc. bà cũng được ghi nhận với từ ngữ "quyền bình đẳng nam nữ" trong phần mở đầu của Tuyên ngôn Nhân quyền Phổ biến tin rằng, bỏ qua "và phụ nữ" có vẻ như có chủ ý và mời phân biệt đối xử.
Bernardino cũng tham gia vào việc thành lập và sau đó là Chủ tịch Ủy ban về Tình trạng Phụ nữ (CSW) của Liên Hợp Quốc, được thành lập vào năm 1946. Mặc dù trực thuộc Ủy ban Nhân quyền, CSW được biết đến vì đã thực hiện độc lập và sáng kiến. Thành tựu của ủy ban này bao gồm ngôn ngữ bao gồm giới tính trong Tuyên ngôn quốc tế về quyền con người và việc tạo ra Tuyên bố năm 1967 về xóa bỏ phân biệt đối xử với phụ nữ. Ủy ban cũng thúc đẩy quyền của phụ nữ thông qua các nghiên cứu về đối xử với phụ nữ và sử dụng kết quả của họ để kêu gọi thay đổi nhiều hơn.

## Vị trí
Bernardino bắt đầu cuộc đấu tranh vì quyền của phụ nữ với tư cách là một trong những người lãnh đạo của Acción Women'sista, một tổ chức mà bà tham gia khi bà vẫn còn sống ở Cộng hòa Dominica. Năm 1935, bà chuyển đến Washington DC để làm việc cho IACW. bà duy trì mối liên hệ với Cộng hòa Dominica nhưng không bao giờ lùi bước vì sự phản đối của bà đối với chế độ độc tài của Trujillo. Vào những năm 1940, bà tiếp tục làm việc tại IACW, trở thành phó chủ tịch và sau đó là chủ tịch ủy ban, và tham dự các hội nghị với tư cách là đại diện của Cộng hòa Dominica, bao gồm Hội nghị San Francisco năm 1945, nơi bà ký điều lệ ban đầu cho Liên Hợp Quốc.
Khi sự nghiệp của bà phát triển, Bernardino tiếp tục làm việc tại Liên Hợp Quốc ở nhiều năng lực khác nhau. Bà không chỉ tham gia vào mười lăm Đại hội đồng với tư cách là đại diện thường trực của Cộng hòa Dominica (được bổ nhiệm vào năm 1950), bà còn nắm giữ nhiều vị trí lãnh đạo khác nhau trong tổ chức. Bà được bầu làm phó chủ tịch Ủy ban Tình trạng Phụ nữ năm 1951 và chủ tịch ủy ban 1953. Bà cũng là phó chủ tịch đầu tiên của Hội đồng Kinh tế và Xã hội Liên Hợp Quốc và là phó chủ tịch đầu tiên của UNICEF. Sau đó, Bernardino mở rộng phạm vi công việc của mình để bao gồm giảng bài tại các trường đại học, viết một kho lưu trữ tiểu sử về những người phụ nữ có ảnh hưởng ở Mỹ, và tạo ra Fundación Bernardino để tiếp tục đấu tranh cho quyền của phụ nữ ở Cộng hòa Dominica sau cái chết của cô.